# Хлороформ
Хлороформ (наричан още и трихлорметан или метилтрихлорид) е химично съединение, което има химична формула CHCl3. При нормални условия е безцветна летлива течност със сладникав вкус. Практически е неразтворим във вода. Хлороформът е вреден за здравето. Ако се вдишва или поглъща дълго време, причинява сериозни здравословни проблеми. В миналото се е използвал като анестетик при операции.
Хлороформът е получен за първи път през 1831 г. в качеството му на разтворител на каучука независимо един от друг от Самюъл Гътри, Юстус фон Либих и Йожен Суберан.
Формулата на хлороформа е установена от френския химик Жан-Батист Дюма, който дава името хлороформ през 1834 г.
През 1847 г. акушерът Джеймс Симпсън за първи път използва хлороформа за обща упойка по време на раждане.